# Списак места Светске баштине у Бангладешу
Организација Уједињених нација за образовање, науку и културу (УНЕСKО) означава места Светске баштине од изузетне универзалне вредности за културну или природну баштину која су номиноване од стране земаља потписница Конвенције о Светској баштини УНЕСКО-а, установљене 1972. године. Културно наслеђе се састоји од споменика (као што су архитектонска дела, монументалне скулптуре или натписи), групе зграда и локалитета (укључујући археолошка налазишта). Природне карактеристике (које се састоје од физичких и биолошких формација), геолошке и физиографске формације (укључујући станишта угрожених врста животиња и биљака) и природни локалитети који су важни са становишта науке, очувања или природне лепоте, дефинишу се као природне наслеђе. Бангладеш је прихватио конвенцију 3. августа 1983. године, чиме су његова историјска места постала подобна за укључивање на листу.
У Бангладешу постоје три места светске баштине и још седам на прелиминарној листи. Прва два места која су уврштена била су Град џамија у Багерхату и руине будистичког манастира у Пахарпуру, 1985. године. Оба места су културног типа. Последње заштићено место је Сундарбанс, уврштено је 1997. године и представља природно добро.

## Локалитети
УНЕСКО наводи локалитете под десет критеријума; сваки унос мора да испуњава бар један од критеријума. Критеријуми од I до VI су културни, а од VII до X су природни.
| Име места                               | Фотографија | Локација (област) | Година уписа | Подаци УНЕСКО-а          | Опис |
| --------------------------------------- | --- | ----------------- | ------------ | ------------------------ | --- |
| Историјски град џамија у Багерхату      | Building of red bricks with a roof consisting of many white domes. There are small round towers on the corners of the building each crowned by a white cupola. | Кулна             | 1985.        | 321: iv (култура)        | Град Багерхат основао је у XV веку Кан Џахан Али под именом Калифатабад. Садржи преко 300 џамија, јавних зграда, маузолеја, мостова и резервоара за воду, углавном изграђених од печене опеке. Град представља неке од најзначајнијих примера ране муслиманске архитектуре у Бенгалу, укључујући Гробницу Кана Џахана и Џамију са шездесет купола (на фотографији). Архитектонски стил је јединствен за ово место. Након смрти оснивача, град је зарастао у џунглу.          |
| Руине будистичког манастира у Пахарпуру | Ruins of a structure of red stone now resembling a small hill or mound.                                                                                        | Раџшахи           | 1985.        | 322; i, ii, vi (култура) | Сомапура Махавихара, будистичка вихара или манастир, потиче из VIII века. Био је значајан центар махајана будизма у региону до XII века и представља други по величини будистички манастир јужно од Хималаја. Красили су га камене и теракотне скулптуре и рељефи. Утицао је на изградњу храмова у Мјанмару, Јави и Камбоџи. |
| Сундарбан                               | Boat on a river in a densely forested plain. | Кулна             | 1997.        | 798; ix, x (природа)     | Национални парк обухвата бангладешки део Сундарбана, делте река Ганг и Брамапутра. То је највећа и најбогатија мангрова шума на свету, са око 78 забележених врста мангрова. Парк је жариште биодиверзитета, дом велике популације бенгалских тигрова, као и важно станиште за делфина из река Иравади и Ганг, неколико врста птица и морских корњача. На листи су уписана три резервата. У Индији, Национални парк Сундарбанс је наведен као засебно место светске баштине. |

## Тентативна листа
Поред локалитета уписаних на Листу светске баштине, државе чланице могу да одржавају листу пробних локација које могу да размотре за номинацију. Номинације за Листу светске баштине се прихватају само ако је локација претходно била наведена на тентативној листи. Бангладеш има седам добара на својој прелиминарној листи.
| Име места                                                                             | Фотографија                                                   | Локација (област) | Година уписа | Подаци УНЕСКО-а           | Опис |
| ------------------------------------------------------------------------------------- | ------------------------------------------------------------- | ----------------- | ------------ | ------------------------- | --- |
| Халуд вихара                                                                          | Brick ruins in a square shape                                 | Раџшахи           | 1999.        | ii, iii, iv, vi (култура) | Ово је предложено проширење већ уписаног места светске баштине Руине будистичког манастира у Пахарпуру. Остаци будистичке вихаре обухватају велики насип и околна налазишта. Археолошка ископавања открила су камене, металне и теракотне уметничке радове. |
| Џагадала вихара                                                                       | Brick ruins, partially covered by grass                       | Раџшахи           | 1999.        | ii, iii, iv, vi (култура) | Ово је предложено проширење већ уписаног места светске баштине Руине будистичког манастира у Пахарпуру. Остаци будистичке вихаре обухватају велики насип и околна налазишта. Археолошка ископавања открила су камене скулптуре божанстава и теракотне плоче |
| Тврђава Лалбаг                                                                        | A Mughal-style fort in red stone and a pond in front          | Дака              | 1999.        | i, ii, iv (култура)       | Изградња тврђаве почела је 1678. године под вођством Мухамеда Азам Шаха. Касније је тврђаву заузео Шаиста Кан. Комплекс такође укључује џамију, хамам и гробницу Пери Биби, ћерке Шаиста Кана. |
| Махастангар и његова околина                                                          | Ancient wall ruins covered by vegetation                      | Раџшахи           | 1999.        | ii, iii (култура)         | Археолошко налазиште обухвата остатке древног града Пундранагара, основаног у III веку пре нове ере. Град се налазио на обалама реке Каратоја и био је заштићен рововима и зидовима. |
| Група споменика Лалмаи-Мајнамати                                                      | Tourists looking at the ancient wall ruins                    | Читагонг          | 1999.        | ii, iii, iv, vi (култура) | Налазиште обухвата остатке око 50 будистичких насеља у округу Комила. Ова насеља су вероватно била локални центар из ког се будизам ширио на југоисточну Азију. |
| Архитектонска дела Мужарула Ислама: изузетан допринос модерном покрету у Јужној Азији | Interior of a modernist building with columns and a staircase | неколико места    | 2023.        | ii (култура)              | Ова номинација обухвата 12 зграда или комплекса зграда које је пројектовао бангладешки архитекта Мужарул Ислам. Он је био утицајан у развоју модерне архитектуре у тропском окружењу. Једна од карактеристика његовог стила је замагљивање границе између унутрашњости и спољашњости зграда. У номинацији су обухваћене универзитетске зграде, објекти за становање, јавне зграде и резиденције изграђене од 1950-их до 1990-их. На фотографији је приказан Институт за уметност у Даки. |
| Могулске тврђаве на речним теренима у Даки                                            | Remains of a fortress wall                                    | Дака              | 2023.        | ii, iv (култура)          | Ова номинација обухвата четири тврђаве у Даки и њеној околини: тврђаве Хаџиганџ (на фотографији), Сонаканда, Идракпур и Лалбаг. Тврђаве су изграђене у XVII веку под Могулима ради контроле главних река Бенгала. С обзиром на то да у региону углавном нема камена, тврђаве су изграђене од опеке и малтера, а делови су направљени од блата. |